# Milton Bradley Company
Milton Bradley Company var en spel- och pusseltillverkare med varumärket MB. Bolaget och varumärket ingår sedan 1984 i Hasbro.
MB grundades av Milton Bradley 1860. Den första framgången blev spelet The Checkered Game of Life som i en moderniserad version kallas The Game of Life. 1880 började MB tillverka pussel. Bolaget köpte genom åren flera andra tillverkare: McLoughlin Brothers (1920), Playskool (1968) och Selchow and Righter (1987). 

## Milstolpar
- 1860 släpptes The Checkered Game of Life
- 1966 släpptes Twister som snabbt blev en succé.
- 1979 släpptes spelkonsolen Microvision, den första bärbara spelkonsolen med utbytbara kassetter.